# 1972年ミュンヘンオリンピックのキューバ選手団
1972年ミュンヘンオリンピックのキューバ選手団（1972ねんミュンヘンオリンピックのキューバせんしゅだん）は、1972年8月26日から9月11日にかけて西ドイツのミュンヘンで開催された1972年ミュンヘンオリンピックのキューバ選手団、およびその競技結果。

## 概要
今大会は金メダル3個、銀メダル1個、銅メダル4個の合計8個のメダルを獲得した。

## メダル
| メダル | 選手名                                                                        | 競技 | 種目             |
| ------ | ----------------------------------------------------------------------------- | ---- | ---------------- |
| 銅     | シルビア・キバス                                                              | 陸上 | 女子100m         |
| 銅     | マルレネ・エレハルデ カルメン・バルデス フルヘンシア・ロメイ シルビア・キバス | 陸上 | 女子4×100mリレー |